# Club Atlético Lanús (baloncesto)
El equipo profesional masculino de Basquet del Club Atlético Lanús actualmente juega en la segunda categoría del básquetbol argentino, La Liga Argentina (básquet). Su época dorada fue en la década del 70 donde Lanús fue considerado como "La Capital Nacional del Básquetbol"
El básquet del Club Lanús es muy rico en su historia, tanto en la rama femenina como en masculina. Históricamente, se ha conocido al club como «La capital nacional del básquet», debido a sus grandes equipos que datan de las décadas del 50', 60' y 70'. Entre los años 1958 y 1976, Lanús ha sabido conquistar 6 Campeonatos y 6 Subcampeonatos del Torneo Metropolitano de Buenos Aires, antes de la creación de la Liga Nacional de Básquet; y el Campeonato Argentino de Clubes de 1977, antesala de la liga. En esos equipos se han destacado grandes jugadores como Alfredo Murillas, Carlos Pellandini y Victor Hernández. Además, durante esos años, jugó un sinnúmero de copas, incluso ante el mismísimo Barcelona, ganando muchas de ellas.
La rama femenina es uno, sino el más importante club en este deporte, ganando diversos campeonatos a nivel metropolitano. Actualmente se encuentra compitiendo en la máxima categoría, la Liga Nacional de Básquet Femenino

## Historia

### Inicios y primeros años
El Club Atlético Lanús comenzó a desarrollar el básquetbol poco después de su fundación en 1915,  En sus primeras décadas, el básquetbol en Argentina era un deporte en crecimiento, y Lanús se sumó a esta tendencia como parte de su oferta multideportiva. Durante las décadas de 1940 y 1950, el club empezó a estructurar sus equipos de manera más competitiva, participando en torneos locales y regionales organizados por la Asociación de Básquet de Buenos Aires.

### La Primer estrella
El 25 de noviembre de 1958 en el Luna Park, el Club Atlético Lanús y Sportivo Alsina  jugaron la final del torneo de básquet, organizado por la Asociación de Básquet de Buenos Aires. Entonces no existía aún la Liga Nacional. Aquella noche de martes el equipo granate se quedó con la final 58 a 54, coronando su primer campeonato en primera división.  El entrenador de Lanús era Jorge Borau, preparador físico de la Selección campeona del mundo en 1950, mientras que el entrenador de Sportivo Alsina era Juan Carlos Uder, también campeón del mundo 1950. al terminar la final a favor del Club Lanús,ese instante el Luna Park "explotó" y la locura se adueño de todo.
La alegría fue tan incontenible, que jugadores e hinchas volvieron festejando juntos por la Avenida 9 de Julio. No era para menos. Luego, como era de esperar, el festejo se extendió a las calles de Lanús hasta altas horas de la noche.
De esa forma el "Granate" escribía su primer página dorada en la historia del básquetbol nacional. Era la primer estrella de una constelación que en un futuro cercano se ampliaria más.
El plantel campeón estaba integrado por: Antonio Decara, Rubén Petrali, Alfredo Murillas, Julio Ponce Aragón, Augusto Martínez, Horacio Lara, Carlos Ávila, Horacio Sein, Jorge Ghiglione, Miguel Agesta, Carlos Oltman y Alberto Oleico.

### Época Dorada: Décadas del 50, 60 y 70.
El verdadero auge del básquetbol en Lanús se dio entre las décadas de 1950 y 1970, un período considerado su época dorada. Durante este tiempo, el club se destacó en el Torneo Metropolitano de Buenos Aires, una de las competiciones más prestigiosas antes de la creación de la Liga Nacional de Básquet (LNB) en 1984. Entre 1958 y 1976, Lanús conquistó 6 campeonatos y obtuvo 6 subcampeonatos en este torneo, lo que le valió el apodo de "La Capital Nacional del Básquet".
Uno de los momentos más icónicos de esta etapa ocurrió el 25 de noviembre de 1958, cuando Lanús derrotó a Sportivo Alsina por 58-54 en la final del Torneo Metropolitano, disputada en el mítico Luna Park. Este triunfo marcó el primer título de primera división del club en básquetbol. El equipo, dirigido por Jorge Borau (preparador físico de la selección argentina campeona del mundo en 1950), contó con jugadores destacados como Alfredo Murillas, Rubén Petrali, Antonio Decara y Julio Ponce Aragón. La victoria desató una celebración masiva que incluyó festejos por la Avenida 9 de Julio y en las calles de Lanús hasta altas horas de la noche.

### Triunfo contra el Barcelona
El 22 de mayo de 1975, Lanús lograría uno de sus momentos más gloriosos en la disciplina, en el Gimnasio Hector Etchart logró vencer 94-90 al Barcelona de España, aquél triunfo histórico del Granate trascendió fronteras a punto tal que varios medios europeos sorprendidos difundieron la noticia.
En 1977, Lanús logró otro hito al consagrarse campeón del Campeonato Argentino de Clubes, un torneo que sirvió como antesala a la creación de la LNB. Durante estas décadas, el club fue un referente del básquetbol metropolitano, compitiendo frente a equipos poderosos como Obras Sanitarias y formando jugadores de gran calibre como Carlos Pellandini y Víctor Hernández. Durante está época el Club Atlético Lanús era más conocido por el Básquet que por el Fútbol

### Transición y llegada a la Liga Nacional
Con la fundación de la Liga Nacional de Básquet en 1984, el básquetbol argentino entró en una nueva era de profesionalización. Lanús se incorporó a esta competencia en sus primeras temporadas, aunque no logró replicar inmediatamente los éxitos de su época dorada. Durante las décadas de 1980 y 1990, el club alternó entre períodos de protagonismo y otros de menor relevancia, enfrentando desafíos económicos y deportivos.
En 1989, se inauguró el Microestadio Antonio Rotili, con capacidad para más de 3.000 espectadores, que se convirtió en la sede principal del equipo de básquetbol profesional. Este recinto también albergó eventos importantes, como la 6.ª edición del Juego de las Estrellas de la LNB en 1993 y las semifinales de la Liga de las Américas 2013.

#### Campaña histórica de 2013
El equipo de básquet, gracias a su buena actuación en la Liga Nacional, participa por primera vez en la Liga de las Américas (el torneo más importante a nivel continental), en su edición 2013. Logra superar con éxito la ronda preliminar y las semifinales, y clasifica para disputar el Final Four, en el que los cuatro mejores equipos del continente definen el campeón del certamen. Culmina el torneo como subcampeón, detrás de Pinheiros de Brasil, con quien iguala en puntos. En el torneo local, el equipo granate realiza la mejor campaña de su historia, obteniendo un segundo lugar tanto en la primera como en la segunda fase, lo que le permite clasificar directamente a los cuartos de final de la competición donde barrió por 3-0 al histórico Atenas de Córdoba pasando a semifinales. En la misma despacha 3-2 al único tricampeón y campeón vigente de la liga, Peñarol, pasando a la final que disputa contra Regatas de Corrientes, en la cual pierde 0-4 finalizando subcampeón. 

### Resurgimiento en elsigloXXI
El siglo XXI marcó un renacimiento para el básquetbol de Lanús, especialmente en la temporada 2012-2013, considerada la mejor campaña del club en la LNB. En el torneo local, el equipo granate finalizó segundo en las dos primeras fases, clasificando directamente a los cuartos de final. Allí barrió 3-0 a Atenas de Córdoba, avanzó a semifinales tras vencer 3-2 a Peñarol de Mar del Plata (tricampeón y campeón vigente), y llegó a la final contra Regatas de Corrientes. Aunque perdió la serie 0-4, este subcampeonato marcó un hito en la historia moderna del club.
A nivel continental, Lanús participó por primera vez en la Liga de las Américas 2013, el torneo más importante de clubes en América Latina. Superó la ronda preliminar y las semifinales, alcanzando el Final Four como uno de los cuatro mejores equipos del continente. En la final, cayó ante Pinheiros de Brasil, terminando como subcampeón con un empate en puntos con el campeón.

### Presente
Actualmente, el equipo masculino profesional de Lanús compite en La Liga Argentina, la segunda división del básquetbol argentino, tras haber descendido de la LNB en años posteriores a su pico de rendimiento. A pesar de esto, el club mantiene un fuerte enfoque en las categorías formativas y en la rama femenina, consolidándose como una institución integral en el deporte. En la temporada 2019-2020, el equipo contó con la dirección técnica de un entrenador con experiencia previa en el club, buscando recuperar su lugar en la élite del básquetbol nacional.

### Impacto cultural
El básquetbol de Lanús no solo ha dejado una marca deportiva, sino también cultural. Durante su apogeo, el club fue un símbolo de identidad para la comunidad de Lanús, con hinchas que celebraban los triunfos con fervor, como se vio tras la victoria de 1958 en el Luna Park. El apodo "Granate", compartido con el equipo de fútbol, refleja la pasión y el orgullo de sus seguidores.

## Localia
En 1989 se inauguró el Microestadio Antonio Rotili, donde el básquet profesional hace de local, el Microestadio tiene capacidad para albergar a más de 3.000 espectadores.

## Palmarés

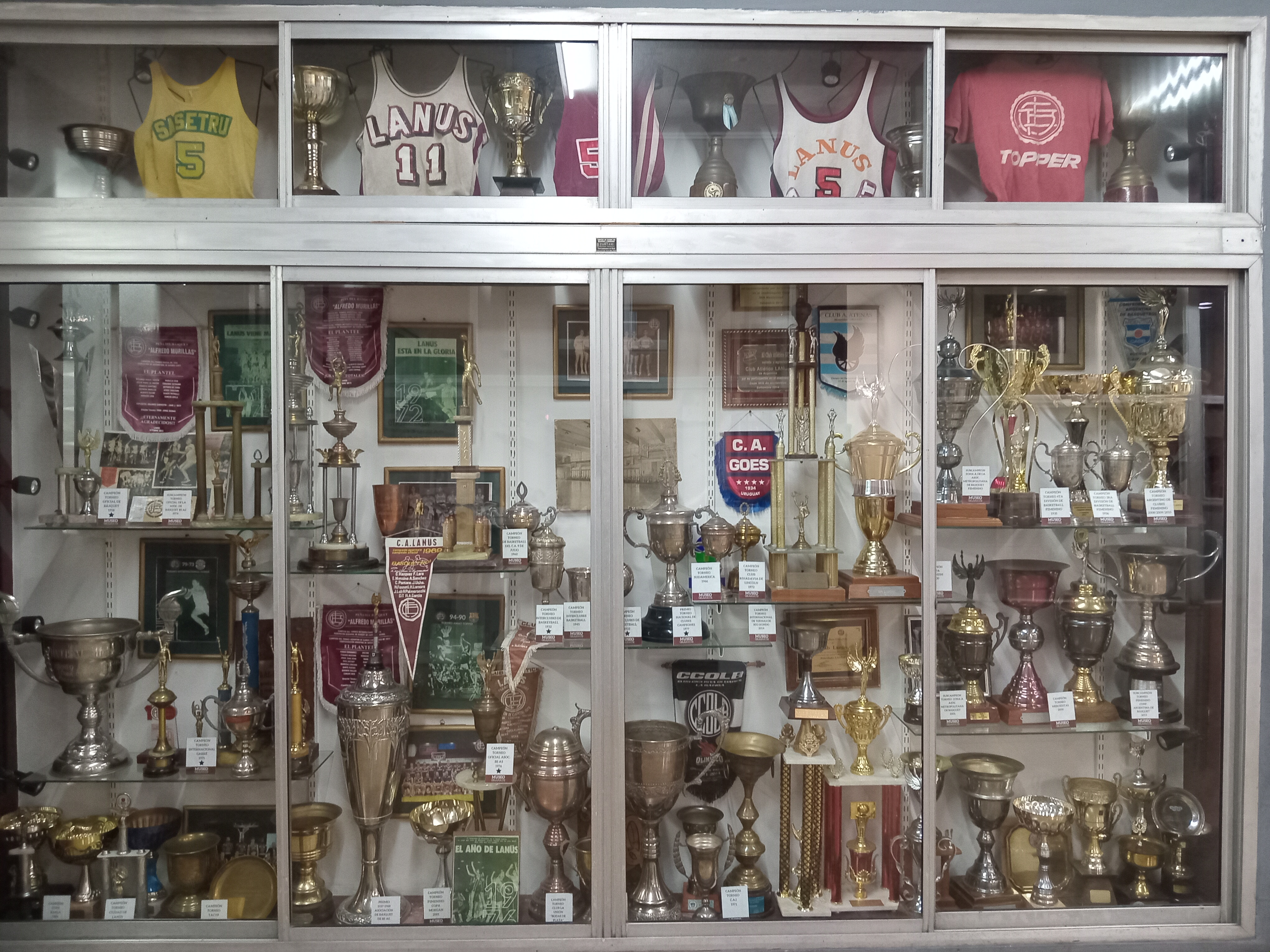
Vitrina de Básquet del Club Atlético Lanús

|               | Palmarés                             | Palmarés                                 | Palmarés                           |
| *             | Competición                          | Títulos                                  | Subcampeonatos                     |
| ------------- | ------------------------------------ | ---------------------------------------- | ---------------------------------- |
| Local         | Torneo Interclubes de Zona Sur       | 1932, 1933 (Bicampeón), 1945, 1947       |                                    |
| Local         | Torneo Metropolitano de Buenos Aires | 1958, 1969 (Bicampeón), 1970, 1972, 1976 | 1970, 1971, 1972, 1973, 1974, 1975 |
| Nacional      | Campeonato Argentino de Clubes       | 1977                                     |                                    |
| Nacional      | Liga Nacional de Básquet             | -                                        | 2012-13                            |
| Nacional      | Torneo Nacional de Ascenso           | -                                        | 2007-08                            |
| Internacional | Liga de las Américas                 | -                                        | 2013                               |

##### Torneos y Cuadrangulares Nacionales e Internacionales
- 1969

1. Subcampeón Torneo de Campeones
2. Subcampeón Torneo Ciudad de Bahía Blanca

- 1970

1. Subcampeón Torneo 33 Aniversario de la Asociación de Bs. As.
2. Subcampeón Torneo de la Vendimia Mendoza
3. Subcampeón Torneo Internacional "50 años de la radiodifusión Argentina"

- 1971

1. Campeón Copa Confraternidad Argentino-paraguaya
2. Campeón 50 Aniversario del Club Huracán San Justo
3. Subcampeón Torneo Otoño de la Asociación de Bs. As.
4. Campeón Torneo Internacional Copa Garré -En el Luna Park. Final: Club Lanús 79 - Campinhas (Brasil) 73-
5. Campeón Torneo Bodas de Oro del Club Independiente de Neuquén

- 1972

1. Subcampeón Copa Furlong
2. Subcampeón Copa Roberto Viau

- 1973

1. Subcampeón Torneo Amistad Deportiva VI Sunchales

- 1974

1. Subcampeón Torneo Amistad Deportiva VII Sunchales
2. Campeón Torneo Homenaje a Fernando Prato
3. Subcampeón Torneo Internacional de Año Nuevo -disputado en el Luna Park-
4. Subcampeón Torneo Internacional Obras 74
5. Campeón Torneo Centenario Alte. Brown

- 1975

1. Campeón Torneo Topper
2. Subcampeón Torneo Sporting
3. Campeón Torneo Ciudad de Río IV
4. Campeón Torneo Internacional Amat-Topper F.C.O.
5. Campeón Torneo 30 Aniversario Club Brown Adrogué
6. Subcampeón Copa Roberto Viau
7. Subcampeón Torneo Interprovincial Hindú Córdoba
8. Subcampeón Torneo Topper-Chaco
9. Subcampeón Torneo Federación Salteña

- 1976

1. Subcampeón Torneo Socios Fundadores-Entre Ríos
2. Subcampeón Torneo Topper-Mar del Plata
3. Campeón Trofeo Ciudad de Resistencia - Chaco
4. Campeón Trofeo Ciudad de San Martín - Chaco
5. Campeón Trofeo Ciudad de Corrientes
6. Campeón Torneo Despedida de Fernando Prato
7. Campeón Copa Aniversario del Club Lanús
8. Campeón Torneo Ciudad de Río III
9. Campeón Trofeo Ciudad de Sastre - Sta. Fe
10. Campeón Trofeo Ciudad de Galves - Sta. Fe
11. Campeón Trofeo Ciudad de San Nicolás - La Emilia
12. Campeón Torneo Aniversario Club Brown Adrogué
13. Campeón Trofeo Inauguración Gimnasio Don Bosco
14. Subcampeón Torneo Genialísimo - Pergamino
15. Campeón Torneo Topper Interprovincial - Mar del Plata
16. Campeón Torneo Club YPF - Ensenada
17. Subcampeón Torneo Topper - La Plata
18. Campeón Copa Roberto Viau
19. Subcampeón Torneo Topper - Bahía Blanca
20. Subcampeón Torneo Amistad Deportiva IX Sunchales
21. Campeón Torneo Cooperativa Sáenz Peña
22. Campeón Torneo Campeonato 76
23. Campeón Torneo Seportivo San Andrés
24. Campeón Copa Sasetru-Lanús

- 1977

1. Subcampeón Torneo Mar del Plata 77
2. Campeón Torneo Tandil 77
3. Campeón Torneo Deportivo San Andrés
4. Subcampeón Torneo Estudiantes de la Plata

- 2014

1. Campeón Copa Las Termas de Río Hondo.

## Jugadores destacados
A Continuación se muestran a Jugadores destacados en el Básquet del Club Lanús

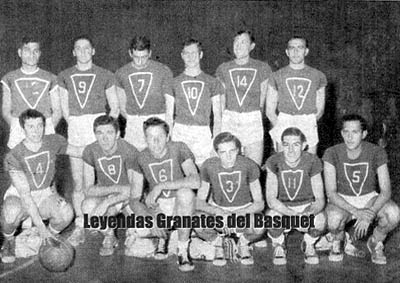
Primer campeonato de Lanús el 25/11/1958, desempate vs. Sportivo Alsina (58-54) en el Luna Park, de izq. a der. arriba: H. Lara, A. Murillas, A. Martínez, J. Ghiglione, C. Ávila, R. Petralli; abajo: H. Sein, A. Decara, C. Oltman, M. Agesca, A. Oleico, J. Ponce. DT Borau

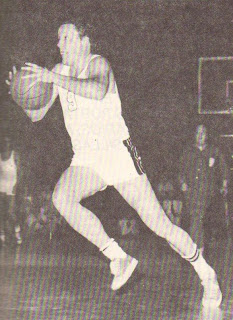
Alfredo Murillas, considerado uno de los máximos idolos de Lanús en Básquet.

| Glorias del básquet  | Glorias del básquet | Glorias del básquet | Glorias del básquet | Glorias del básquet |
| Jugador              | Posición            | Temporadas          | Títulos             | Año                 |
| Alfredo Murillas     | Base / Alero        | 18                  | 5                   | 1957-74             |
| Raúl Guitart         | Alero               | 4                   | 2                   | 1974-77             |
| Carlos Pellandini    | Base                | 14                  | 4                   | 1962-73;82;85       |
| Ricardo Palmarocchi  | Pívot               | 9                   | 4                   | 1967-72             |
| Horario Lara         | Alero               | 9                   | 1                   | 1954-62             |
| Norberto Meire       | Alero               | 4                   | 3                   | 1972-79             |
| Norberto Othatceguy  | Alero               | 7                   | -                   | 1932-43             |
| Orlando Pesce        | Alero               | 6                   | -                   | 1938-48             |
| Rubén Petralli       | Escolta             | 5                   | 1                   | 1957-62             |
| Fernando Prato       | Pivot               | 3                   | -                   | 1974-76;78          |
| Luther Green         | Pivot               | 4                   | -                   | 1979-82             |
| Nicolás Laprovíttola | Base                | 6                   | -                   | 2007-2013           |
| Sebastián Chaine     | Pívot               | 5                   | -                   | 2005-08             |
| -------------------- | ------------------- | ------------------- | ------------------- | ------------------- |

## Plantilla Actual
| Plantel          | Plantel   | Plantel |
| Jugador          | Posición  | Altura  |
| Augusto Alonso   | Base      | 1.87    |
| Mariano Gago     | Base      | 1.80    |
| Alejo Sanchez    | Base      | -       |
| Francisco Varoni | Base      | -       |
| Manuel Alonso    | Escolta   | 1.94    |
| Alan Moreno      | Escolta   | 1.86    |
| Alejo Sacchi     | Escolta   | 1.94    |
| Joaquin Ríos     | Alero     | 1.94    |
| Juan Scacchi     | Alero     | 1.99    |
| Joaquin Lagos    | Alero     | -       |
| Martín Franchino | Ala-pívot | 1.99    |
| Junior Paez      | Pívot     | 2.03    |
| Sebastián Chaine | Pívot     | 2.06    |
| ---------------- | --------- | ------- |

| Cuerpo técnico          |
| Sebastian Saborino (DT) |
| Alejo Volti (AT)        |
| Nicolas Santos (PF)     |
| Cecilia González (KI)   |
| Jonatan Peralta (UT)    |
| ----------------------- |